# Große Kalifornische Schlüssellochschnecke
Die Große Kalifornische Schlüssellochschnecke (lat. Megathura crenulata, engl. Great Keyhole Limpet) ist eine Meeresschnecke aus der Familie der Schlitzschnecken (Fissurellidae).

## Lebensraum, Verbreitung und Beschreibung
Das Verbreitungsgebiet der Großen Kalifornischen Schlüssellochschnecken erstreckt sich von den Küsten Süd-Kaliforniens (Monterey Bucht) bis nach Mexiko. Dort leben sie in den Brandungszonen in Wassertiefen bis zu 40 m, bevorzugt in der unteren Gezeitenzone zwischen 3 und 12 m Tiefe auf felsigem Grund.
Als Nahrung dienen der nachtaktiven Schnecke Manteltiere und Algen, die sie von Steinen, auf denen sie mit ihrem Fuß festgesaugt sind, zu sich nimmt. Die Schnecke kann bis zu 130 mm Länge erreichen, womit sie die größte Schnecke aus der Familie der Schlüssellochschnecken ist. Das „Schlüsselloch“, das bei der gesamten Familie vorhanden ist und ihr den Namen gibt, befindet sich im Zentrum des flachen Rückenschildes. Es handelt sich dabei um eine Körperöffnung, die der Schnecke zum Atmen und als Verdauungstrakt dienen, sowie die ausleitenden Genitalwege (pallialer Gonodukt) beherbergen. Ein besonderes Merkmal der Großen Kalifornischen Schlüssellochschnecke ist ihr den Rückenschild nahezu komplett überziehender Mantel. Der Mantel weist hellgraue bis schwarze, teilweise auch braune, Streifen auf.

## Schlitzschnecken-Hämocyanin
→ siehe Hauptartikel Schlitzschnecken-Hämocyanin
Aus der Hämolymphe von Megathura crenulata wird das hochmolekulare, auf einem Kupferkomplex basierende Sauerstofftransporterprotein Hämocyanin gewonnen. Dieses Schlitzschnecken-Hämocyanin (KLH) führt bei Säugetieren zu einem starken Immunstimulans und ist unter dem internationalen Freinamen Immunocyanin in einigen Ländern als Arzneistoff zur Behandlung von oberflächlichen Harnblasenkarzinomen zugelassen.